# Маренич Валерій Петрович
Маренич Валерій Петрович (нар. 1 січня 1946, Кривий Ріг) — український співак, Народний артист України (2003).

## Біографія
Народився 1 січня 1946 року в м. Кривий Ріг Дніпропетровської області.
У 1971 році разом з майбутньою дружиною Антоніною Сухоруковою організували співочий дует, який посів перше місце на огляді ВІА (вокально-інструментальних ансамблів) у м. Харкові.
У 1973 році до дуету долучилася сестра Антоніни — Світлана, створивши «Тріо Маренич», у репертуарі якого були як народні пісні, так і авторські, в основному українською мовою. Серед них — «Сиджу я край віконечка», «Посилала мене мати», «Ой, у гаю при Дунаю», «Несе Галя воду», «Ой, під вишнею…», «Тиша навкруги», «Чом ти не прийшов?» та інші.
У 1979 році фірма «Мелодія» записала їхню першу платівку, а «Укртелефільм» зробив її відеоверсію. Цього ж року всім учасникам групи було присвоєно звання Заслужених артистів Української РСР.
З 2005 року виступає самостійно. Нині проживає у м. Луцьку.

## Нагороди і звання
- Орден князя Ярослава Мудрого I ст. (22 січня 2019) — за значний особистий внесок у державне будівництво, зміцнення національної безпеки, соціально-економічний, науково-технічний, культурно-освітній розвиток Української держави, вагомі трудові досягнення, багаторічну сумлінну працю[1]
- Народний артист України (8 лютого 2003) — за вагомий особистий внесок у розвиток української пісенної спадщини, багаторічну плідну творчу діяльність[2].

## Дискографія

### Альбоми в складі«Тріо Маренич»
- «Три тополі» (1998 р.)
- «Ой, під вишнею» (2000 р.)
- «Мареничі» (2003 р.)
- «Краще» (2004 р.).

### Власні альбоми
- «Пісні Волинських авторів» (2005)
- «Ген, на узліссі хрест мовчить» (2006)
- «Ідея нації» (2008)
- «Без адреси» (2010)
- «Без тебе» (2015)